# Pustervig (Aarhus)
 For alternative betydninger, se Pustervig. (Se også artikler, som begynder med Pustervig)
Pustervig  er en gade i Latinerkvarteret i Aarhus Midtby, hvor den forbinder Badstuegade og Rosensgade.
Ved området omkring Pustervig har man ved arkæologiske udgravninger fundet rester af en vikingebebyggelse fra ca. år 770.
Ud til torvet ligger det fredede Badstuegade 1H, der blev opført i 1809.